# Spodistes angulicollis
Spodistes angulicollis är en skalbaggsart som beskrevs av Roger Paul Dechambre 1992. Spodistes angulicollis ingår i släktet Spodistes och familjen Dynastidae. Inga underarter finns listade i Catalogue of Life.